# Echeveria chiclensis
Echeveria chiclensis es una planta suculenta de la familia de las crasuláceas. Es endémica de Perú.
Presenta dos variedades, E. c. var. backebergii y E. c. var. cantaensis.

## Descripción

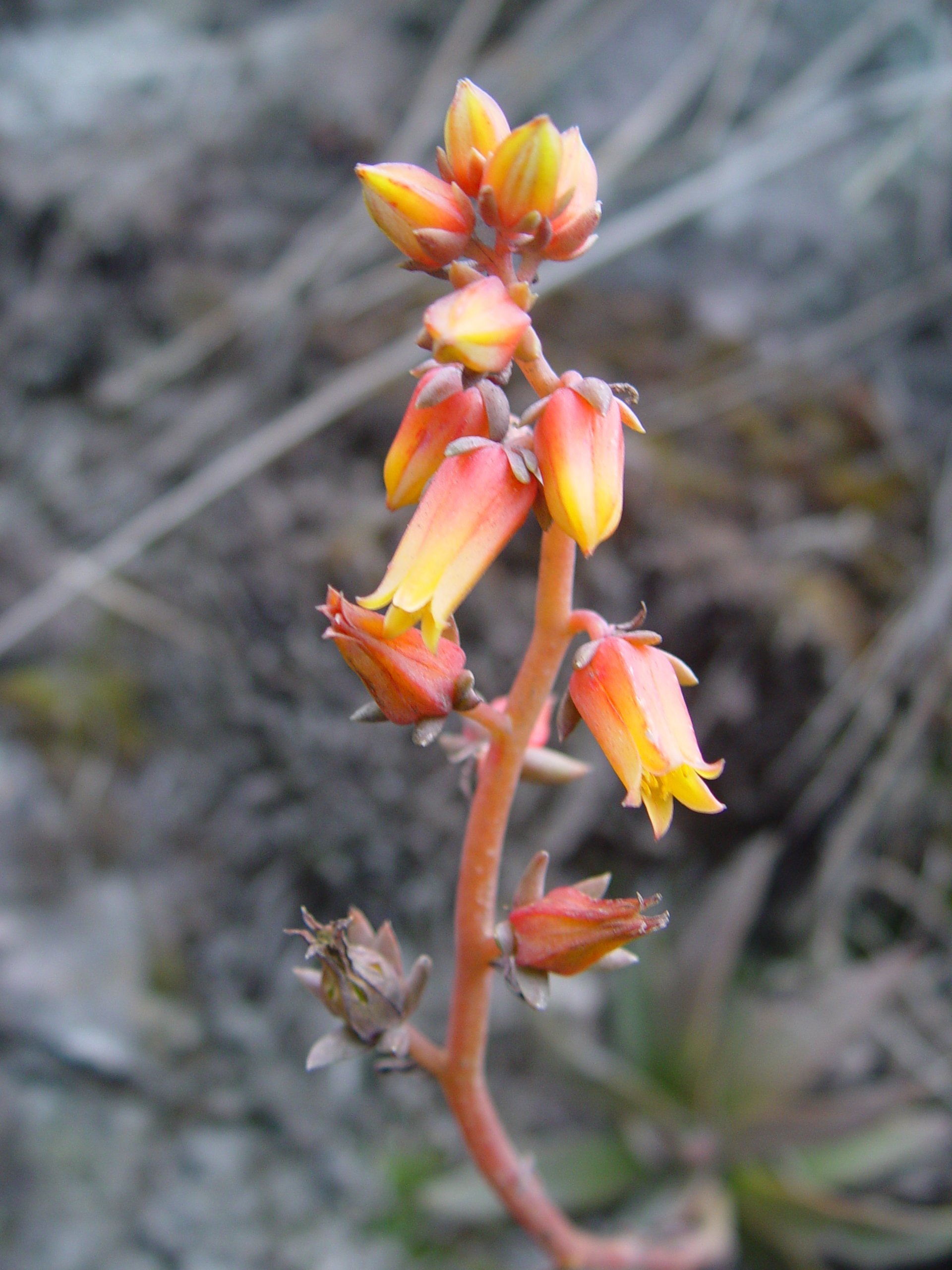
Detalle de la inflorescencia.

Es una planta suculenta, perenne, glabra y acaule o con tallo corto, simple, muy raramente ramificado.

## Distribución y hábitat
La especie tipo es nativa de los departamentos de Lima, Áncash y Pasco, en Perú.

## Taxonomía
Echeveria chiclensis fue descrita por primera vez como Cotyledon chiclensis por John Ball en Journal of the Linnean Society, Botany 22: 38. 1887.
Etimología
Echeveria: nombre genérico que fue descrito en 1828 por Augustin Pyrame de Candolle en Prodromus Systematis Naturalis Regni Vegetabilis 3: 401. El género fue nombrado en honor del artista botánico mexicano Atanasio Echeverría y Godoy (¿1771?-1803).
chiclensis: epíteto referido a la localidad tipo en el distrito de Chicla.

### Sinonimia
- Cotyledon chiclensis (Ball)

- Echeveria neglecta von Poellnitz